# Leuchtturm Agios Nikolaos (Rhodos)
Der Leuchtturm Agios Nikolaos befindet sich auf dem Molenkopf am Mandrakihafen der Stadt Rhodos auf der gleichnamigen Insel. Er wurde 1863 auf der oberen Plattform des Turms der aus dem 15. Jahrhundert stammenden Sankt-Nikolaus-Festung errichtet und im Jahr 2007 restauriert.

## Beschreibung
Der gemauerte weiße Turm am Ende der östlichen Mole des Mandrakihafens ist sechs Meter hoch. Oberhalb des Erdgeschosses mit der Eingangstür verjüngt sich der runde Turm in einer Stufe. Unterhalb der Galerie befindet sich ein Fenster. Durch seinen Standort auf der Plattform des Turms der Sankt-Nikolaus-Festung erreicht er eine Feuerhöhe von 24 Metern.
Der Leuchtturm wurde 1863 von einem französischen Unternehmen errichtet, als Rhodos zum Osmanischen Reich gehörte. Er war zunächst mit einer Optik 4. Ordnung (Brennweite 250 mm) ausgestattet. Sein weißes Licht hatte eine Tragweite von 14 Seemeilen. Am Anfang der 2000er Jahre wurde der Leuchtturm restauriert und seine Laterne vorübergehend auf ein Stahlgerüst montiert, das ebenfalls auf der Plattform des Festungsturms stand. 2007 nahm er seine Arbeit mit einer neuen Optik mit einer Brennweite von 300 mm wieder auf. Die Tragweite seines Lichts beträgt seitdem 11 Seemeilen. Als Kennung strahlt er alle zwölf Sekunden zwei weiße Lichtblitze von 1,2 Sekunden Dauer im Abstand von 3 Sekunden aus.